# Greg Lake
Gregory Stuart "Greg" Lake (Poole, 10 november 1947 - 7 december 2016) was een Brits rockmusicus. Hij speelde akoestische en elektrische gitaar, basgitaar en mondharmonica. Voorts zong, schreef en produceerde hij muziek.

## Biografie

### Jeugd en King Crimson
Greg Lake is geboren en getogen in Bournemouth, Dorset, in Engeland. Als kind was hij gefascineerd door de grote namen in de rock zoals Little Richard, Elvis Presley en Cliff Richard. Hij speelde gitaar en basgitaar in een aantal bandjes in het Londense clubcircuit, zoals The Shame, de Shy Limbs en The Gods (met onder anderen Mick Taylor, Ken Hensley en John Glascock).
Greg Lake was in 1968 een van de oprichters van de Britse band King Crimson, samen met zijn vriend Robert Fripp. Met King Crimson maakte hij een van de meest opmerkelijke albums van die tijd, "In the Court of the Crimson King". Het album was baanbrekend voor de progressieve rock of symfonische rock.
Lake maakte maar kort deel uit van King Crimson. Hij maakte een tournee mee door de VS en toen daarna Ian McDonald en Mike Giles vertrokken, vond hij dat de band zichzelf niet meer was, en dat hij er ook niet meer thuis hoorde. Hij hielp nog wel mee aan het maken van hun tweede album, In the Wake of Poseidon.

### ELP
Bij een concert waar ook The Nice speelde, maakte hij kennis met Keith Emerson. Die wilde ook een andere kant op en samen zochten ze er een drummer bij, Carl Palmer, waarmee Emerson, Lake and Palmer geboren was. Met ELP heeft Lake in de jaren zeventig grote successen geboekt. Vanaf het debuut op het Isle of Wight Festival in 1970 was duidelijk dat de band een grootheid zou worden. De combinatie van rock met Europese klassieke muziek maakte van hun muziek een klasse apart.
In de 7 à 8 jaar dat ELP actief was, heeft Lake een groot deel van de muziek geschreven. Daarnaast was hij producent van alle ELP-albums. De eerste hit van ELP, "Lucky Man", stond op hun eerste elpee, en was geschreven door Lake toen hij nog maar 12 jaar oud was. Andere nummers van zijn hand waren onder meer "Still, You Turn me On", "From The Beginning", "Karn Evil 9" (met Emerson), "C'est La Vie" en de kerst-single: "I Believe In Father Christmas".
In 1978 hield ELP op te bestaan, volgens Lake omdat de spirit er uit was. De groep maakte nog steeds muziek waar het publiek enthousiast van werd, maar voor het drietal werd het steeds vaker meer van hetzelfde, de ‘fun’ was er uit. De band werd opgeheven en de leden concentreerden zich op hun solocarrières.

### 1978-1998: Solo en ELP-reünies
Na ELP bracht Lake twee soloalbums uit, "Greg Lake" in 1981 en "Manoeuvres" in 1983. Twee bijzondere albums met daarop een muzikale samenwerking met diverse grootheden uit de muziek, zoals Bob Dylan, Clarence Clemons, Toto en zijn vriend Gary Moore. Het nummer "Famous last words" van dit album werd geschreven door Chris Bradford en Andy Scott (The Sweet).
In 1983 maakte hij korte tijd deel uit van de supergroep Asia, de band van Carl Palmer, als vervanger van John Wetton.
In 1986 ging Lake weer samen met Keith Emerson aan het werk. Carl Palmer speelde nog in Asia, en kon zich niet vrij maken. Als vervanger van hem trokken ze de hardrockdrummer Cozy Powell aan. In deze formatie hebben ze één album opgenomen en ook opgetreden.
Het zou nog tot 1992 duren, voordat ELP weer in originele bezetting bij elkaar kwam. Er werd een nieuw album opgenomen, Black Moon, en een live-album het jaar erna; in 1994 verscheen In The Hot Seat. ELP bleef tot eind 1998 bij elkaar en trad regelmatig op. Een ruzie maakte toen een definitief einde aan de groep.

### 1995-2016: Solo, ad hoc-projecten en releases van oud werk
In juli 1995 werd The King Biscuit Flower Hour Presents: Greg Lake In Concert uitgebracht. Het is de opname van een soloconcert van Greg Lake uit 1981. Twee jaar later verscheen er van Lake een overzichts-dubbel-cd From The Beginning: The Greg Lake Retrospective, in 1999 gevolgd door From The Underground: The Official Greg Lake Bootleg, met allerlei verzamelde, nog niet eerder uitgebrachte opnames.
In de jaren negentig heeft Lake zich actief ingezet voor The National Center For Missing & Exploited Children, een organisatie die zich het lot van de ouders van vermiste kinderen aantrekt. Speciaal hiervoor schreef hij het nummer "Daddy". Hoewel vrij toevallig ermee in contact gekomen, zette hij zich in die jaren actief in als ambassadeur voor de organisatie.
In 2002 trad Lake op als lid van Ringo Starrs All Starr band, samen met Roger Hodgson (Supertramp), Ian Hunter, Howard Jones en Sheila E. Ieder lid van de band speelde eigen materiaal, waardoor een bijzondere verzameling van nummers per concert te horen was. Lake was enthousiast over de samenwerking in de band, de professionaliteit van de musici en het plezier om samen te spelen.
Op een exclusief optreden ten bate van tieners met kanker in de Ronnie Scott Club in Londen speelde Lake eind 2004 in een all-star band onder leiding van Roger Daltrey, samen met onder meer Gary Brooker (Procol Harum) en Gary Moore. Het optreden leidde tot een uitnodiging van Daltrey om mee te spelen op de opnames van The Who van hun laatste album, Who2.
In 2005 stelde Lake een nieuwe eigen band samen, die hem op zijn volgende solotour zouden gaan begeleiden. Het zijn David Arch op keyboards, die ook de orkestratie van de nummers bewerkt, Florian Opahle op gitaar, Trevor Barry op basgitaar en Brett Morgan op slagwerk. De Greg Lake Band deed eind 2005 enkele optredens in Groot-Brittannië en een tournee door Europa in 2006.
In 2009 speelde Greg Lake als speciale gast gitaar in het nummer "Nutrocker", op het album Night Castle van het progressieve rock- en metal-orkest het Trans-Siberian Orchestra.
Op 7 december 2016 overleed hij op 69-jarige leeftijd aan kanker.

## Discografie
Albums met een substantiële bijdrage van Greg Lake:
| jaar | artiest                              | titel                                                                                            |
| ---- | ------------------------------------ | ------------------------------------------------------------------------------------------------ |
| 1967 | The Shame                            | Don't Go Away Little Girl/Dreams Don't Bother Me (single)                                        |
| 1968 | Shy Limbs                            | Reputation / Love (single)                                                                       |
| 1969 | King Crimson                         | In the Court of the Crimson King                                                                 |
| 1970 | King Crimson                         | In the Wake of Poseidon                                                                          |
| 1971 | Emerson, Lake and Palmer             | Emerson, Lake & Palmer                                                                           |
| 1971 | Emerson, Lake and Palmer             | Tarkus                                                                                           |
| 1972 | Emerson, Lake and Palmer             | Pictures at an Exhibition                                                                        |
| 1972 | Emerson, Lake and Palmer             | Trilogy                                                                                          |
| 1973 | Emerson, Lake and Palmer             | Brain Salad Surgery                                                                              |
| 1974 | Emerson, Lake and Palmer             | Welcome Back My Friends to the Show That Never Ends – Ladies & Gentlemen, Emerson, Lake & Palmer |
| 1975 | Greg Lake                            | I Believe In Father Christmas / Humbug (single)                                                  |
| 1977 | Emerson, Lake and Palmer             | Works Vol. 1                                                                                     |
| 1977 | Emerson, Lake and Palmer             | Works Vol. 2                                                                                     |
| 1978 | Emerson, Lake and Palmer             | Love Beach                                                                                       |
| 1979 | Emerson, Lake and Palmer             | In Concert                                                                                       |
| 1980 | Emerson, Lake and Palmer             | The Best of Emerson, Lake & Palmer                                                               |
| 1981 | Greg Lake                            | Greg Lake                                                                                        |
| 1983 | GregLake                             | Manoeuvres                                                                                       |
| 1986 | Emerson, Lake & Powell               | Emerson, Lake & Powell                                                                           |
| 1991 | Emerson, Lake and Palmer             | The Atlantic Years                                                                               |
| 1992 | Emerson, Lake and Palmer             | Black Moon                                                                                       |
| 1993 | Emerson, Lake and Palmer             | Live at the Royal Albert Hall                                                                    |
| 1993 | Emerson, Lake and Palmer             | Return of the Manticore - 4CD Boxed Set                                                          |
| 1994 | Emerson, Lake and Palmer             | In The Hot Seat                                                                                  |
| 1996 | Emerson, Lake and Palmer             | Works Live                                                                                       |
| 1996 | Greg Lake                            | In Concert (King Biscuit Flower Hour)                                                            |
| 1997 | Greg Lake                            | The Greg Lake Retrospective: From The Beginning                                                  |
| 1997 | King Crimson                         | Epitaph                                                                                          |
| 1997 | Emerson, Lake and Palmer             | Live at the Isle of Wight 1970                                                                   |
| 1997 | Emerson, Lake and Palmer             | ELP In Concert On The King Biscuit Flower Hour                                                   |
| 1998 | Emerson, Lake and Palmer             | Then And Now                                                                                     |
| 1998 | King Crimson                         | Live at the Marquee Club, 1969                                                                   |
| 1998 | Greg Lake                            | From The Underground: The Official Bootleg                                                       |
| 2000 | Greg Lake                            | Live                                                                                             |
| 2001 | Emerson, Lake and Palmer             | Fanfare for the Common Man - 2 CD The Anthology -                                                |
| 2001 | Emerson, Lake and Palmer             | The Original Bootleg Series From The Manticore Vaults Vol. 1                                     |
| 2001 | Emerson, Lake and Palmer             | The Original Bootleg Series From The Manticore Vaults Vol. 2                                     |
| 2002 | Ringo Starr & His New All-Starr Band | The King Biscuit Flower Hour Presents: Ringo Starr & His New All-Starr Band                      |
| 2002 | Greg Lake                            | Nuclear Attack                                                                                   |
| 2003 | Emerson, Lake and Palmer             | ELP Live in Poland - The Original Bootleg Series From The Manticore Vaults                       |
| 2003 | Emerson, Lake and Palmer             | ELP Best of the Bootlegs - The Original Bootleg Series From The Manticore Vaults                 |
| 2003 | Emerson, Lake and Powell             | Live in Concert                                                                                  |
| 2003 | Emerson, Lake and Powell             | The Sprocket Sessions                                                                            |
| 2003 | Greg Lake                            | From The Underground II - Deeper Into The Mine An Official Greg Lake Bootleg.                    |

From the Underground I en II zijn twee compilatiealbums waarop allerlei obscure opnamen zijn te horen van Greg Lake als soloartiest of bandlid. Deel I geeft opnamen uit de periode 1966 tot 1994 vanuit de tijd met The Shame en Shy Limbs tot Asia. Deel II is meer richting Greg Lake als soloartiest en laat samenwerkingen horen met onder andere Geoff Downes (uit 1988), Gary Moore (1981) en Toto (1981). 
- Bibsys: 7019003
- Biblioteca Nacional de España: XX992590
- Bibliothèque nationale de France: cb140465053 (data)
- Gemeinsame Normdatei: 134438450
- International Standard Name Identifier: 0000 0000 7841 2014
- Library of Congress Control Number: nr90009706
- Nationale Bibliotheek van Letland: 000150447
- MusicBrainz: 6e2fdea5-8960-46ec-8a05-41b7eec3b2a9
- Nationale Bibliotheek van Tsjechië: ola2002151902
- Nationale Bibliotheek van Polen: a0000003574752
- Istituto Centrale per il Catalogo Unico: RLZV087898
- SNAC: w6ks7p4r
- Système universitaire de documentation: 086927698
- Virtual International Authority File: 84964174
- WorldCat: E39PBJc3KcqjQTTpQ6FyHRJhpP